# チョークス・オーシャン・エアウェイズ101便墜落事故
チョークス・オーシャン・エアウェイズ101便墜落事故（チョークス・オーシャン・エアウェイズ101びんついらくじこ）とは、2005年12月19日にアメリカ合衆国で発生した墜落事故である。
グラマン G-73T タービン マラードの乗員乗客20名全員が墜落によって死亡した。事故原因は、金属疲労により右主翼が胴体から脱落したことだった:vii。
チョークス・オーシャン・エアウェイズ（チャークス・オーシャン・エアウェイズとも）にとって最初の重大事故だった。この事故の3年前にはチャイナエアライン611便が似たような事故を起こしていた。チョークス・オーシャン・エアウェイズはこの後に倒産した。

## 事故当日のチョークス・オーシャン・エアウェイズ101便
- 乗務員：2名
  - 機長：37歳 女性
  - 副操縦士：34歳 男性
- 乗客：18名（途中から乗った2名を含む）

## 事故概略

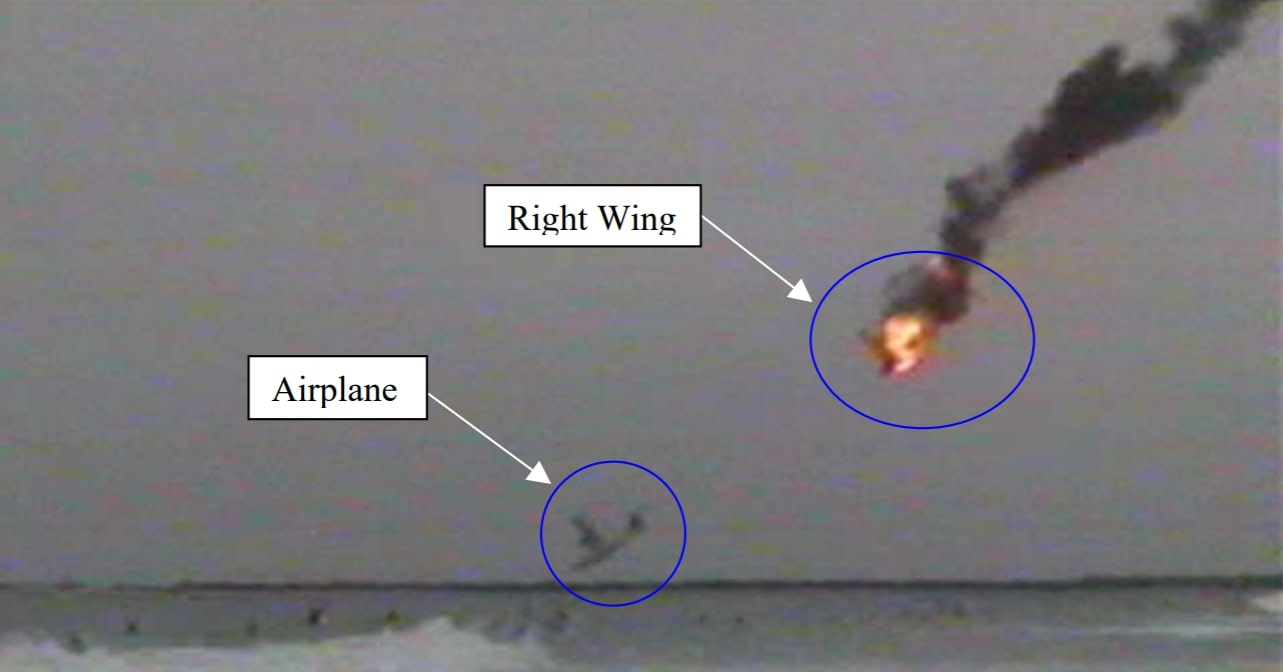
事故発生時に偶然観光客が撮っていた墜落する機体
右翼がもぎ取られ炎上していることが判る

2005年12月19日、チョークス・オーシャン・エアウェイズ101便はフロリダ州フォートローダーデールを飛び立ち、バハマ・ビミニ諸島へ向かった。その途中、事前の予定にはなかったがフロリダ州マイアミ・ワトソン島に立ち寄り、同地を離陸直後にフロリダ州マイアミビーチ沖に墜落した。目撃者は、白い煙が上がって右翼が千切れ飛んだ後に海に墜落したと証言している。
航空機はガバメントカット水路に墜ちて沈んだ。ガバメントカットは12月20日午後6時30分まで閉鎖され、このため少なくとも3隻のクルーズ船が立ち往生した。

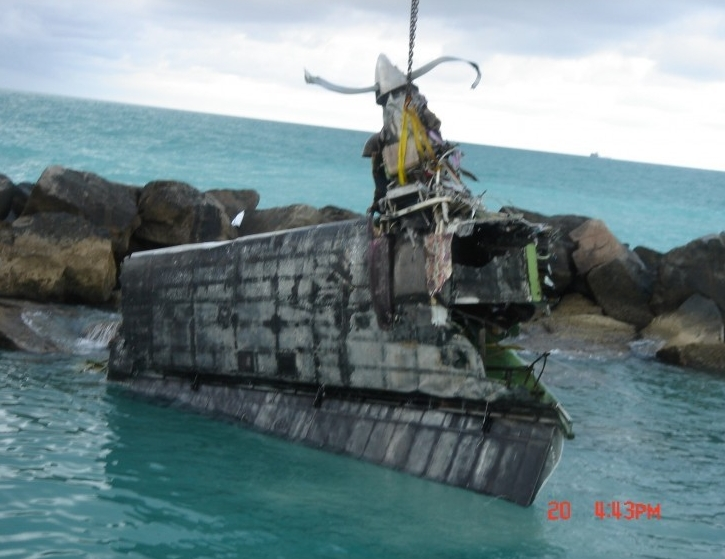
回収された101便の右翼

事故機のグラマン G-73T タービン マラードは1947年に製造された機体だった。この時の機長はフロリダ州ボイントンビーチ出身の37歳女性で、事故の一年前に機長に昇格した。副操縦士はペンシルベニア州ワイオミッシング出身の34歳男性で、事故の8ヶ月前に航空会社に入社した。機長は2,820時間の飛行時間があり、副操縦士は1,420時間の飛行時間があった。墜落によりパイロットは2名とも死亡した。
2005年12月22日、国家運輸安全委員会（NTSB）は本事故について報道発表し、事故機の破損した右主翼に金属疲労があったことを示す写真を公表した。これを受けて、チョークス・オーシャン・エアウェイズは、点検のため全保有機の運行を自主的に中止した。
2007年5月30日、ロイターは次のように報道した。「国家運輸安全委員会（NTSB）によると、チョークス・オーシャン・エアウェイズ社は、1947年製のグラマン・ターボ・マラードに生じていた金属疲労亀裂を見逃し、適切に修理できなかった。2005年12月19日、事故機はバハマへ向け離陸した数分後、高度500フィート (150 m)で右主翼を失い、マイアミ港に隣接する船舶用水路に墜落した」。NTSBは最終報告書で、事故機を含めた同社機材の整備に関して多数の問題があったことを指摘し、同社の整備実態に疑問を投げかけた。NTSB委員長Mark Rosenkerは「機体構造に問題が生じている兆候があったにもかかわらず対処されなかった」と述べた。またNTSBは連邦航空局 (FAA) が同社の整備の問題を検知し是正できなかったとも指摘した。法規上、古い時代に製造された水上機は機体構造の厳格な管理を免除されている。チョークス社はNTSBの見解についてコメントしなかった。FAAは同社の整備計画に問題がある形跡はなかったとし「運行会社がその保有機の耐空性について一義的な責任を負うのは法規上自明なことで、それには機体構造の適切な修理も含まれる」とする声明を出した。

## 事故原因
国家運輸安全委員会（NTSB）は右主翼桁の付け根付近に生じた金属疲労による亀裂が事故原因だと断定した。この亀裂は翼桁にある燃料を通すための孔に沿って発生したもので、過去に発見され修理されていたが、結果的には修理が不十分だった。
マラードは1940年代に設計された機種でインテグラルタンクを採用していた。これは翼に密封区画を設けて翼そのものを燃料タンクとするもので、内部に独立した燃料タンクを持たない分、重量を軽減しつつ燃料搭載量を増やすことができる。短所としては、燃料区画表面の接合部分の密封を維持することが難しく、翼が経年劣化すると飛行中のしなりなどが原因で接合部から燃料漏れを起こす傾向があった。グラマン社は1963年には早くも注意喚起をしており、マラードの翼が燃料漏れを起こす場合は構造的な問題が疑われると述べていた:35。しかしながら、チョークス社は何故か自社の保有機にこれが特に関係するとは考えていなかった。
事故機は過去何年もの間周期的に左右の両翼から燃料漏れを起こしており、その都度作業員が燃料タンクの継ぎ目の内側から密封材を当てて塞いでいた。不幸なことに、右翼の燃料タンク内側に密封材を当てる際、作業員は意図せず傷んだ下側の翼桁（翼の荷重を支える重要な構造部材）に密封材を被せており、このため金属疲労箇所が覆い隠されてしまった。該当箇所は過去に亀裂が発見されており、その際は亀裂を削り取る形で補修されていた。密封材を当てる作業は翼の上面の小さな点検孔から実施したため目視が困難で、翼の内面を修理するには非常に不便だった。結果的に過去の補修部分が隠蔽されたことで、以後の点検修理（例えば亀裂が成長していないかなど）が不可能となった。
事故機が最初に深刻な問題の兆候を見せたのは、右主翼下面外皮の付け根付近で機首から機尾の方向に沿った亀裂が見つかった時である。亀裂の成長を食い止めるために端にドリルで穴を穿つなどしたが効果がなく、亀裂部分に接ぎ板をリベット付けする形で修理した。これは外皮の軽微な損傷修理では普通の手法である。しかし亀裂の成長は止まらず、接ぎ板をその都度足すことになった。外皮の亀裂はゆっくり成長したが、飽くまで外皮の問題に過ぎないと考えて接ぎ板だけで済ませた。
設計当時の主流と同じく、マラードはジュラルミン製外板の応力外皮構造を採用していた。それより昔の羽布張り構造で羽布が単なる空力上の用途しか果たさず機体強度に寄与しなかったのに対し、応力外皮構造の外板は強度部材であり、飛行時に掛かる応力の一部を受け持つ。そうした航空機は老朽化すると機体外皮に小さな亀裂を生じることが多いが、適切に修理すれば飛行機の強度的な安全性が損なわれることはない。
事故機は翼桁の見えない場所に生じていた亀裂のせいで右翼の剛性が落ちて、飛行中に翼がより大きくしなるようになり、翼の付け根の外皮に掛かる応力が増大して、飛行ごとに外皮の亀裂がゆっくりと成長することになった。
翼下面の亀裂が成長して翼の強度が余りにも落ちたため、もはや飛行時の荷重を支え切れなくなり、翼が千切れた。これによって翼内の燃料が飛散して引火し、地上から目撃された。
事故機の残骸から、両翼付け根の外側だけでなく内側にも接ぎ板が当てられていたことが判ったが、それらの修理記録は見付からなかった。また、翼が折れる原因となった亀裂の入った翼桁は、事故よりも相当前に完全に折れており、それが翼の実質的な弱体化につながったものと調査官は結論づけた。

## 機材の老朽化
事故機は1947年に製造された。メーカーのグラマン社は事故機の同型機G-73マラードを60機しか生産しなかった。製造は1951年に終了し、以後は正規の交換用部品を入手不能となったので、チョークス・オーシャン・エアウェイズは共食い整備用に飛べないマラードを何機か確保せざるを得なかった。また、航空機業界はチョークス社が使用していた種類の飛行機（旅客用飛行艇）の製造をやめてしまったので、老朽化したマラードを新型機で更新できなかった。事故発生時点で事故機は機齢58年、総飛行時間は3万1000時間を上回り、飛行回数は4万回を超えていた:5。
マラードが型式認定を受けた1944年当時、設計時に静的な強度要件は存在したが、疲労分析は方法論すら未確立だったので疲労要件というものはなかった:50。従ってマラードには「安全寿命」の数値がそもそも存在しない。これに対して今日の殆どの民生用航空機には6万5000～7万時間または20年間という耐用年数が設定されている。また、製造会社のグラマンは正式な修理マニュアルを発行しておらず、グラマンによるマラードのサポート打ち切り後、修理方法の承認権限は外部企業に取得されていた。
事故機は1980年にチョークスが取得し、1981年7月にG-73「ターボ・マラード」に改造された。これは元の「プラット・アンド・ホイットニー・ワスプH」レシプロエンジンを「プラット・アンド・ホイットニー・カナダPT6」ターボプロップエンジンに換装したものである:5。

## 操縦士の懸念

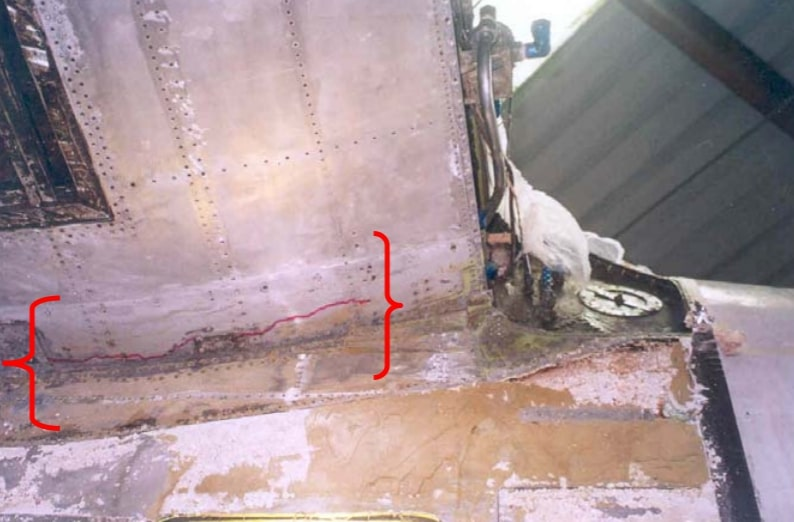
事故後、別のチョークス機で発見された亀裂

チョークスの保有機では不具合が頻発しており、同社の操縦士の間でも自社機の修理状況が懸念されていた。操縦士はエンジン故障に何度も遭遇し、またある時は昇降舵の操縦索が飛行中に突然破断して緊急着陸する事態となった。このため何人かの操縦士は我が身が心配になり、ある1人はエンジン故障を4回経験した後で、自社機の慢性的な整備不良を憂い、妻と幼い子供を養う身として操縦士を辞した:31–33。
事故後、チョークスが保有するマラードは全て運航が中止された。その後の点検で全機について深刻な腐食が発見され、また多数が整備時に不適切な修理を受けていたことが露見した。

## 乗客と乗務員
| 国籍           | 乗客 | 乗務員 | 合計 |
| -------------- | ---- | ------ | ---- |
| バハマ         | 11   | 0      | 11   |
| アメリカ合衆国 | 7    | 2      | 9    |
| 合計           | 18   | 2      | 20   |

乗客18名と乗員2名の全員が死亡した。乗客の過半数はクリスマスショッピングから帰ってくるビミニの地域住民だった。乗客の中にはバカルディ社創業者の曾々孫で取締役会役員である男性とその妻もいた。その男性は脱出を試みたのかシートベルトを外しており、飛び降りたか誤って落下したか不明だが、墜落地点から9マイル (14 km)離れたキービスケーン付近で漁師によって遺体として最後に発見された。他の全ての遺体は席でシートベルトを着けたまま発見された。

## この事故を扱った作品
メーデー!:航空機事故の真実と真相 第7シーズン 第8話 「MIAMI MYSTERY」
テレビシリーズ「特捜刑事マイアミ・バイス」のパイロット版「Brother's Keeper」の中で、麻薬業者がタブスとクロケットから逃亡する際に用いたチョーク社の水上機の登録番号が事故機と同じN2969になっている。またシーズン4・14話の「冷血の殺人兵器密輸機関を叩け」でも登場する。